# 埃卡茨维莱尔
埃卡茨维莱尔（法語：Eckartswiller，法語發音：[ɛkaʁt͡svilɛʁ]；德语：Eckartsweiler）是法国下莱茵省的一个市镇，属于萨韦尔讷区和萨韦尔讷县（Saverne）。该市镇总面积12.43平方公里，2009年时的人口为465人。

## 人口
埃卡茨维莱尔人口变化图示